# 대신초등학교 옥촌분교
대신초등학교 옥촌분교는 경기도 여주시 대신면 옥촌리 831-1에 있었던 초등학교 분교이다.

## 연혁
- 1965년 6월 2일 대신국민학교 옥촌분실 인가
- 1966년 12월 26일 대신국민학교 옥촌분교장 승격
- 1969년 11월 3일 옥촌국민학교 승격 (6학급 인가)
- 1971년 2월 12일 제1회 졸업식
- 1983년 3월 1일 대신국민학교 옥촌분교장 격하
- 1999년 3월 1일 대신초등학교로 통폐합